# Brandon Mychal Smith
Brandon Mychal Smith (født 29. maj 1989) er en amerikansk skuespiller, komiker og rapper, der er bedst kendt for rollerne som Li'l Danny Dawkins i Phil of the Future, som Nico Harris i Sonny With a Chance og som Stubby i Starstruck.